# إتيان وولف
إتيان وولف (بالفرنسية: Étienne Wolff)‏ هو بروفيسور وأحيائي فرنسي، ولد في 12 فبراير 1904 في أوكسار في فرنسا، وتوفي في 18 نوفمبر 1996 في باريس في فرنسا.